# Talheim (Adelsgeschlecht)

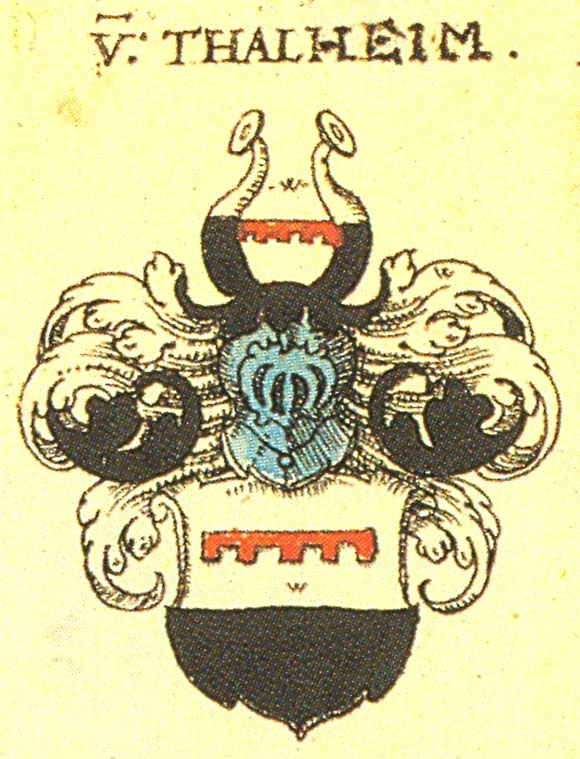
Wappen der Herren von Talheim, aus Siebmachers Wappenbuch

Die Herren von Talheim waren eine Familie des niederen Adels im württembergischen Talheim bei Heilbronn zwischen dem 12. und dem 17. Jahrhundert und um 1180 Erbauer des Oberen Schlosses in Talheim, das ihr Stammsitz blieb.

## Geschichte

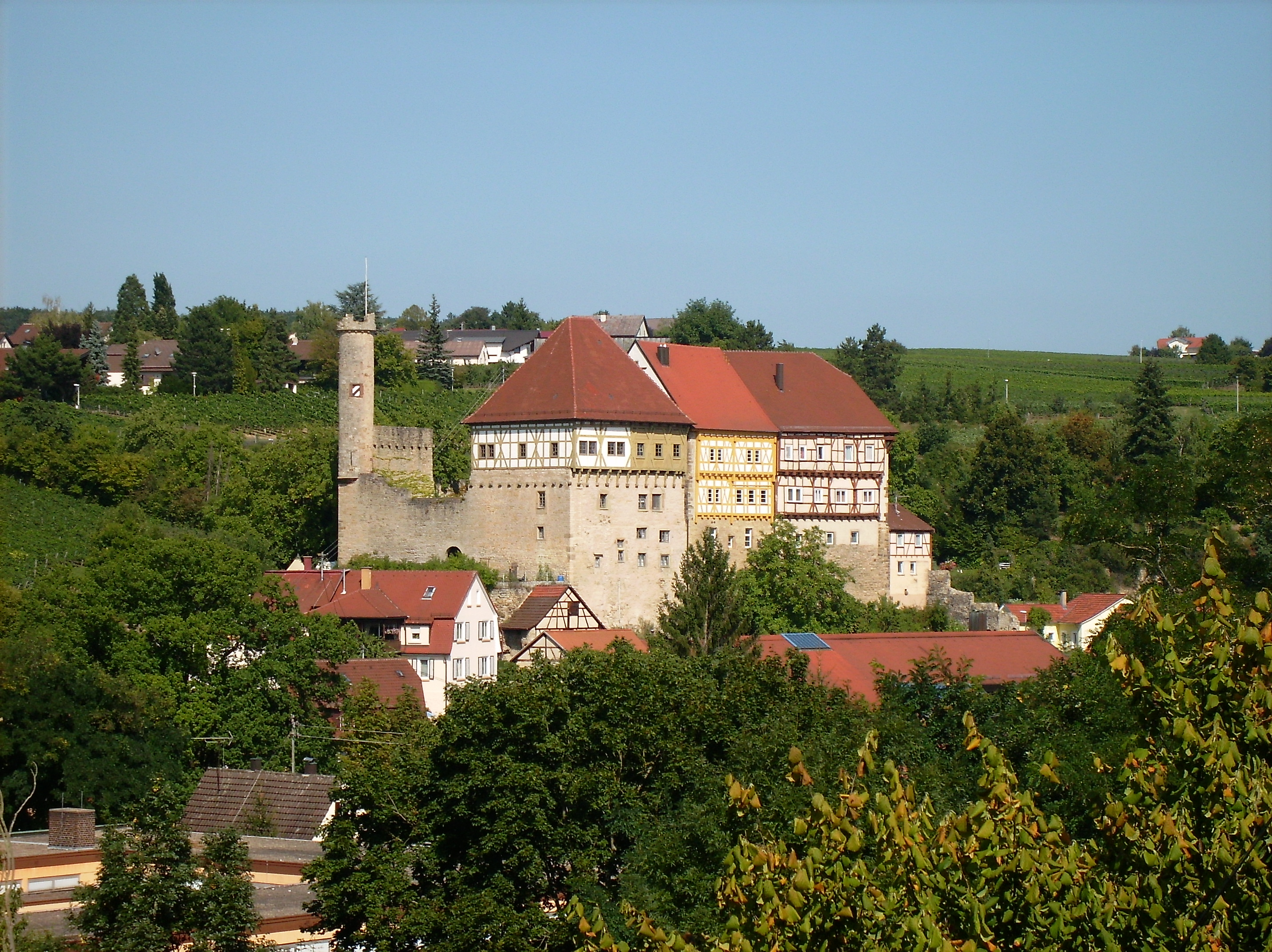
Oberes Schloss in Talheim, Stammsitz derer von Talheim

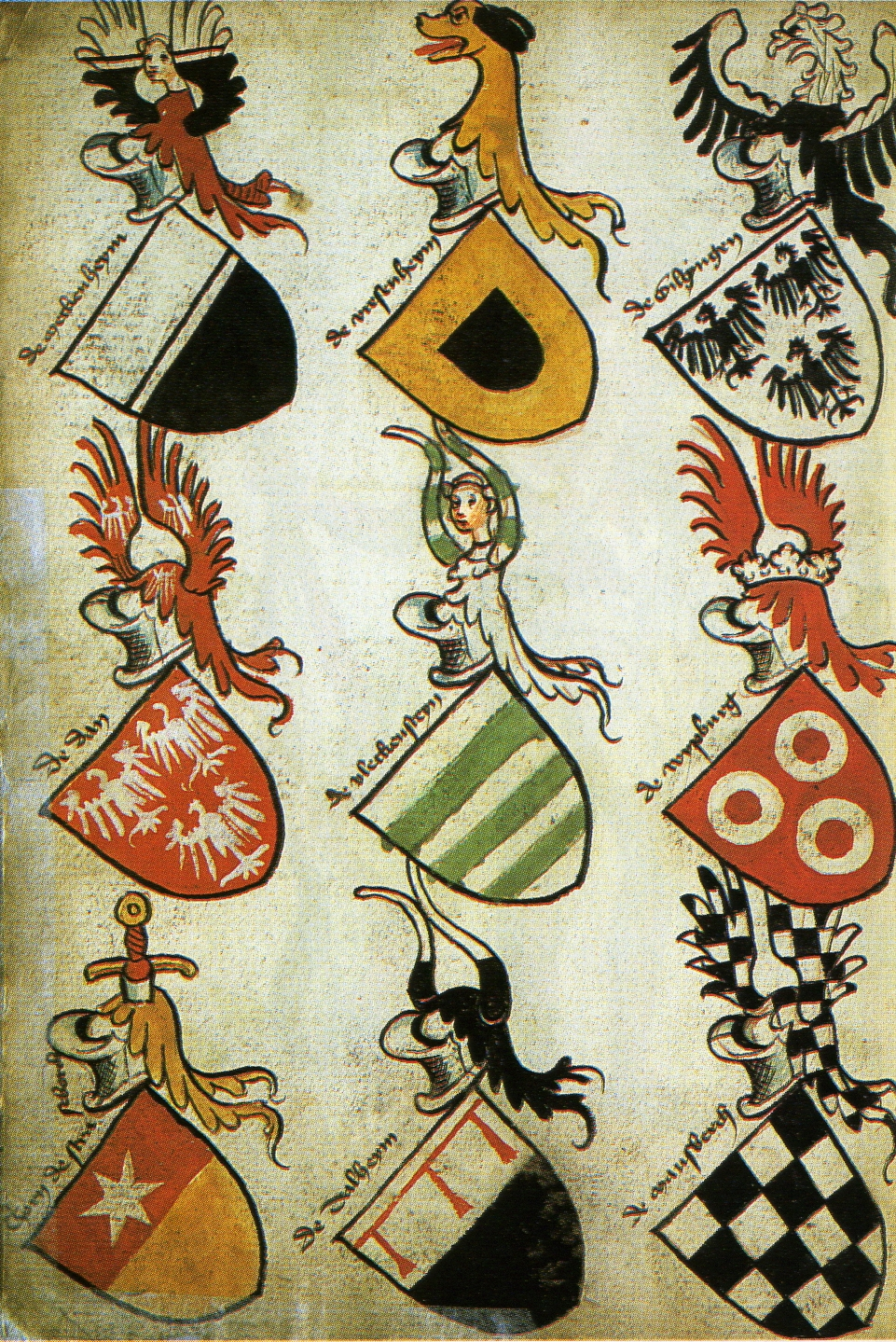
Wappen derer von Talheim auf der Hyghalmen-Rolle (Mitte unten)

Als die ältesten Mitglieder der Familie werden im Jahre 1230 Dieter von Talheim als Zeuge bzw. Teidigungsmann und in den Jahren 1231–1255 Hagen von Talheim und sein Bruder Reinboto Hermannus als „miles“ (Ritter) von Talheim erwähnt. 1270–1290 erscheinen die Brüder Rugger von Talheim und Albertus von Talheim. Albert († 1287) wird canonicus und Domherr und Domdechant in Öhringen und Würzburg und wird als Mosbacher Propst erwähnt. Im Jahre 1278 findet sich Conradus von Talheim, der eine berufliche Laufbahn als „advocatus de Affeltrach“ einschlägt und als „ius dictus de Talheim“ (Rechtsprecher von Talheim) genannt wird.
Auf die Herren von Talheim geht die Gründung eines Klarissenklosters 1289 in der Gemarkung von Flein zurück, das 1302 nach Heilbronn verlegt wurde.
Im Jahre 1327 erscheint Wolfram von Talheim, der mit einem Zehnten in Kocherthürn belehnt wird. Im Jahre 1351 gestattet Papst Clemens VI. den Eheleuten Gerhard und Isengard von Talheim das Wahlrecht bzgl. ihres Beichtvaters.
1362 erscheint ein Bernholt von Talheim bei einer Erbhuldigung bei Bruchsal. Der Bischof Johann von Worms gibt Teile von Brackenheim als Lehen an die Gebrüder Rafan, Gerhard, Hans und Dieter von Talheim.
Die Herren von Talheim hatten ursprünglich auch die Ortsherrschaft in Talheim inne, die jedoch durch Erbteilung in mehrere Ganerbenanteile zersplittert war. 1542 waren unter den acht Ganerben fünf Herren von Talheim.
Gerhard der Alte von Talheim war von 1470 bis 1505 Obervogt in Lauffen am Neckar und brachte die gesamte Obere Burg in Talheim in seinen Besitz. Sein Sohn Rafan war württembergischer Rat und Erzieher Herzog Ulrichs. Rafans Brüder Gerhard und Joachim teilten die Burg. Joachims Söhne bekleideten teilweise hohe Ämter: Hans von Talheim kapitulierte 1519 bei der Belagerung von Hohentübingen. Bernhard von Talheim war 1534 Heerführer Ulrichs in der Schlacht bei Lauffen, Hauptmann im hessischen Heer im Schmalkaldischen Krieg und 1538 Obervogt zu Beilstein und Bottwar. Sein Bruder Reinhard von Talheim war 1558 Obervogt in Weinsberg. Dessen Sohn Hans Ulrich von Talheim hatte noch einen Ganerbenanteil von einem Sechstel der Ortsherrschaft von Talheim. Er besaß auch den Zehnten als würzburgisches Lehen, musste diesen jedoch zur Deckung seiner Schulden 1597 verkaufen. Er war der letzte im Ort ansässige Herr von Talheim und starb am 9. Juli 1605.
Außer der Familienlinie am Stammsitz in Talheim gab es weitere Linien an anderen Orten. Der pfälzische Haushofmeister Peter von Talheim tauschte 1427 das Thalheimsche Haus in Eberbach gegen einen pfalzgräflichen Hof. In Zuzenhausen wird eine Talheim-Linie von 1323 bis 1494 genannt, in Rauenberg sind die Herren von Talheim seit 1434 nachgewiesen. Ein Philipp Melchior von Talheim aus Rauenberg bewarb sich 1605 um das freigewordene Talheimer Lehen, konnte seine Verwandtschaft mit der Talheimer Linie jedoch nicht mehr nachweisen. Philipp Melchior war mutmaßlich der letzte Namensträger und verstarb 1630.